# Oxalate de fer(III)
L’oxalate de fer(III), également connu sous le nom d’oxalate ferrique, fait référence à des composés inorganiques de formule générale Fe2(C2O4)3(H2O)x, mais peut également faire référence à des sels de [Fe(C2O4)3]3-. Les composés Fe2(C2O4)3(H2O)x sont des polymères de coordination (en) avec des degrés d’hydratation variables. Le complexe de coordination de formule [Fe(C2O4)3]3- forme une variété de sels, un exemple bien connu étant le ferrioxalate de potassium. Cet article met l’accent sur les polymères de coordination.

## Structure

### Tétrahydrate

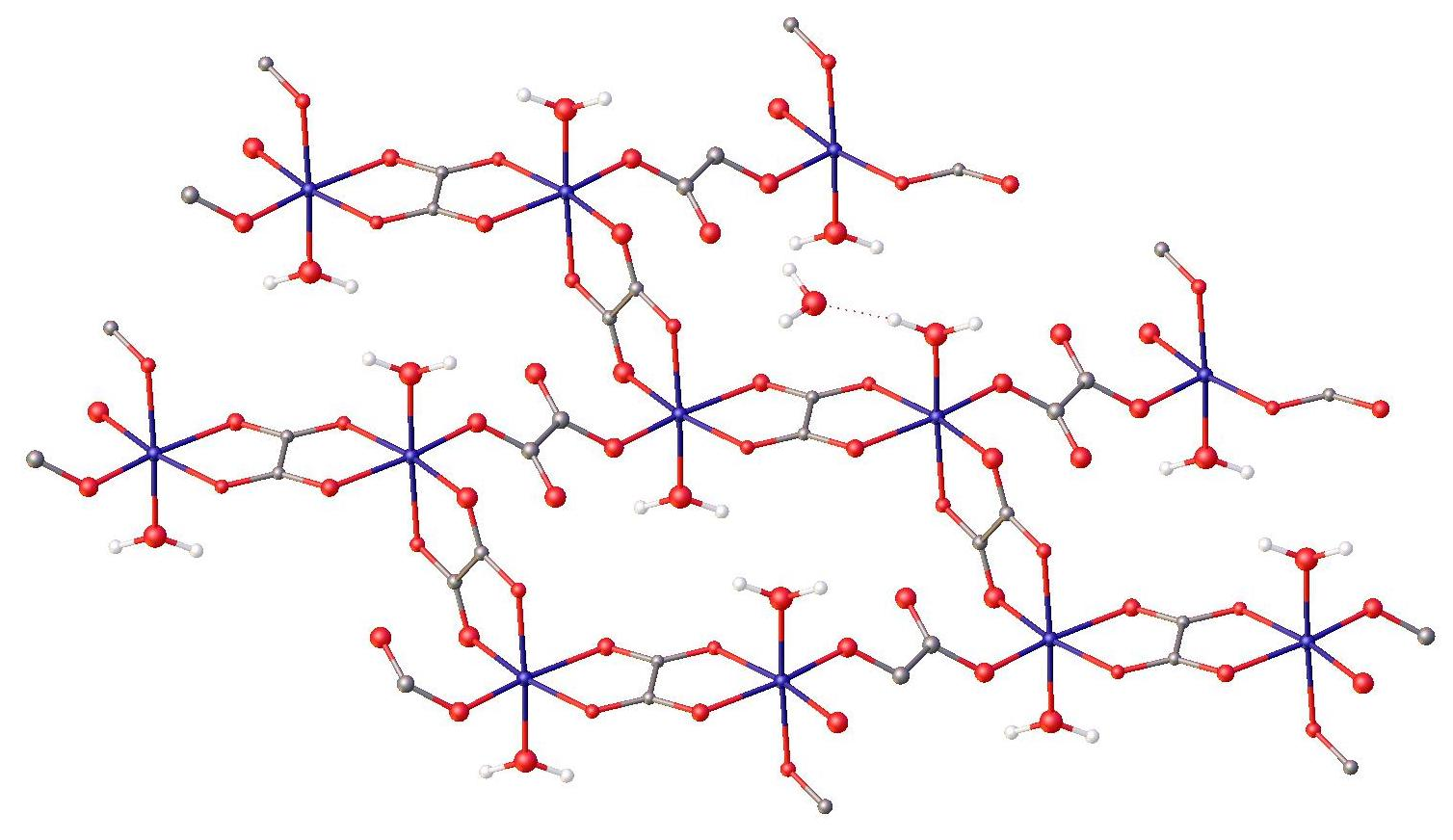
Structure de l’oxalate ferrique hydraté. Code couleur : rouge = O, blanc = H, bleu = Fe, gris = C.

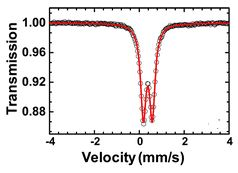
Spectre Mössbauer de Fe_{2}(C_{2}O_{4})_{3}· 4H_{2}O à température ambiante.

D’après la cristallographie aux rayons X du tétrahydrate Fe2(C2O4)3 · 4 H2O, le fer est octaédrique. Les ligands de l’oxalate sont pontants. Certains le sont par les quatre atomes d’oxygène, d’autres avec deux atomes d’oxygène. La moitié de l’eau est de l’eau en réseau, située entre des chaînes d’oxalates de fer. Le spectre Mössbauer de Fe2(C2O4)3 · 4 H2O présente un déplacement isomérique de 0,38 mm/s et une division quadripolaire de 0,40 mm/s, suggérant un Fe3+ de spin élevé en coordination octaédrique,.

## Préparation
L’oxalate ferrique peut être préparé par réaction de l’hydroxyde de fer(III) avec une solution d’acide oxalique :
2Fe(OH)3 + 3H2C2O4 -> Fe2(C2O4)3 + 6H2O

## Utilisations

### Dentisterie
Comme de nombreux oxalates, l’oxalate ferrique a été étudié comme traitement à court terme de l’hypersensibilité dentinaire. Il est utilisé dans certaines formulations de dentifrice ; cependant, son efficacité a été remise en question.

### Photographie
L’oxalate ferrique est utilisé comme élément sensible à la lumière dans le procédé d’impression photographique Callitype et dans le procédé platinotype (impression platine/palladium).

### Accumulateurs
L’oxalate de fer tétrahydraté a été étudié comme un matériau bon marché possible pour l’électrode positive des accumulateurs lithium-fer. Il peut intercaler des ions lithium à un potentiel moyen de 3,35 V et a montré une capacité durable de 98 mAh/g.

### Synthèse organique
L’oxalate de fer hexahydraté est utilisé avec le borohydrure de sodium pour les réactions d’hydrofonctionnalisation radicale de Markovnikov des alcènes.